# Sadagura
Sadagura (în ucraineană Садгора; în poloneză Sadagóra; în idiș סאדיגורא Sadigora, sau Sadiger, în germană Sadagora) este un fost oraș din nordul Moldovei, situat la aproximativ 6 km nord-est de orașul Cernăuți din Ucraina. În anul 1965 Sadagura este încorporată în cadrul orașului Cernăuți, devenind cartier și formând (împreună cu fostul sat Lențești) raionul Sadagura, în prezent unul dintre cele trei microraioane ale Cernăuțiului. Fosta localitate este atestată documentar în anul 1770.

## Istorie

### Fondarea localității

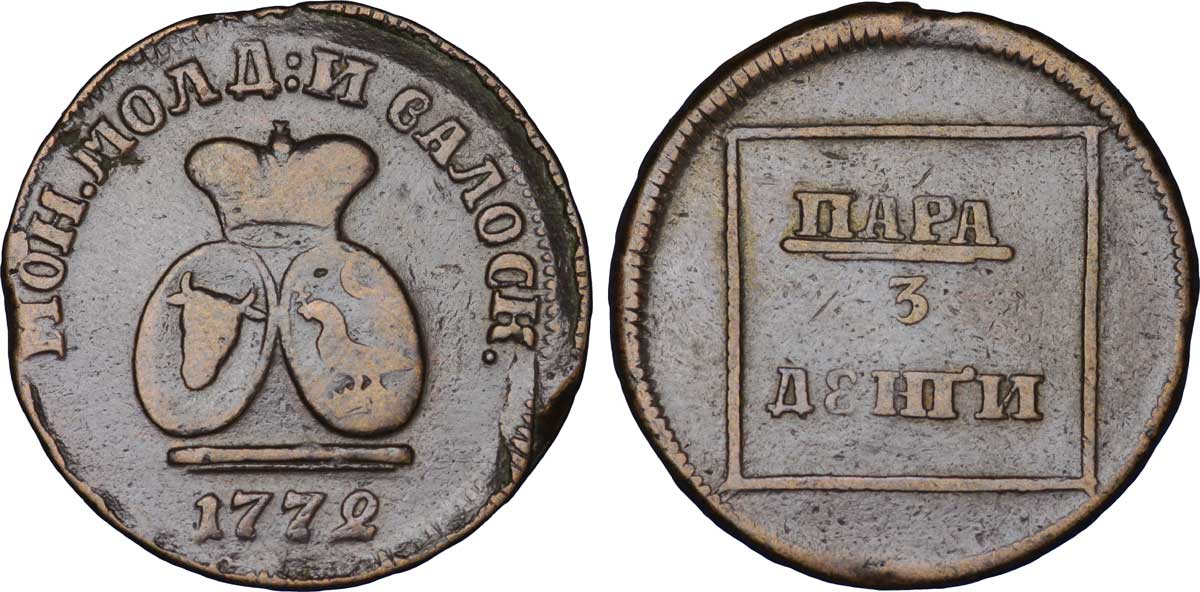
Monedă Sadagura cu valorile nominale de o para / trei denghi, care a circulat în Principatele Române (Moldova și Muntenia), emisă în 1772 de armata de ocupație rusă.

Localitatea Sadagura a fost fondată în anul 1770 de către un ofițer german, baronul Peter Nicolaus von Gartenberg (1714-1786). În timpul Războiului Ruso-Turc din 1768-1774, comandantul trupelor de ocupație rusești în Moldova și Muntenia, feldmareșalul Piotr Rumianțev-Zadunaiski, a luat măsuri de îmbunătățire a sistemului economic și monetar cu scopul realizării unei mai bune organizări fiscale. În 1770, la ordinul împărătesei Ecaterina a II-a a Rusiei, baronul Gartenberg a înființat o monetărie cu scopul de a bate monede pentru plata armatei ruse de ocupație.
El a primit cu această ocazie un teren aflat în partea de est a satului Rohozna (în ucraineană Рогізна). Acolo și-au construit case meșteșugarii și negustorii evrei aduși pentru a lucra la monetărie. Localitatea nou-înființată a primit denumirea de Sadagura, după versiunea rusească a numelui Gartenberg („Muntele Grădină”) - Sadagóra . Deși monetăria se afla formal sub jurisdicția împărătesei, baronul Gartenberg s-a bucurat de o libertate aproape nelimitată în ceea ce privește cantitatea de monede bătute. Monedele bătute la Sadagura au fost marcate cu simbolul monetăriei "S" și au purtat pe aceeași față stemele celor două principate, Principatul Moldovei și Principatul Munteniei. În cei patru ani (1771-1774), au fost bătute la Sadagura cu acordul feldmareșalului Rumianțev-Zadunaiski monede în valoare de 3 milioane ruble, care au fost distribuite în Basarabia și Bucovina. După război, monedele Sadagura au fost scoase din circulație în aprilie 1774, iar monetăria a fost desființată.

### Perioada ocupației austriece
În ianuarie 1775, ca urmare a atitudinii de neutralitate pe care a avut-o în timpul conflictului militar dintre Turcia (Imperiul Otoman) și Rusia (1768-1774), Imperiul Habsburgic (Austria de astăzi) a primit o parte din teritoriul Moldovei, teritoriu cunoscut sub denumirea de Bucovina. După anexarea Bucovinei de către Imperiul Habsburgic în anul 1775, localitatea Sadagura a făcut parte din Ducatul Bucovinei, guvernat de către austrieci, făcând parte din districtul Sadagura (în germană Sadagora). În anul 1774 satul număra 104 locuitori. În 1778 a fost construită Biserica Catolică "Sf. Mihail".

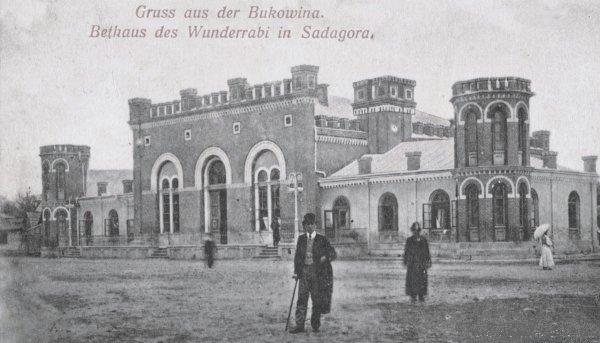
Sinagoga hasidică din Sadagura.

Sadagura a avut o importantă comunitate evreiască și deține un rol important în istoria hasidismului iudaic. Dinastia rabinică de Sadagura a fost o importantă dinastie hasidică.
În anul 1842, s-a mutat la Sadagura rabinul Israel Friedman din Dinastia rabinică de Rujin. În 1838, acesta fusese acuzat de complicitate la uciderea a doi evrei acuzați de a fi informatori, fiind arestat timp de doi ani de către autoritățile Rusiei Țariste. După eliberarea sa din închisoare, s-a mutat la Chișinău, apoi la Iași și apoi în alte locuri, înainte de a se stabili în final la Sadagura (Bucovina) în 1842. Acolo a restabilit Tribunalul său hasidic în toată gloria sa. Cei șase fii ai săi au stabilit dinastii hasidice: Sadagura, Boian, Ciortkiv, Husiatin și Bohush.
|      | Evreii din Sadagura | Evreii din Sadagura |
| ---- | ------------------- | ------------------- |
| Anul | Număr               | Procent             |
| 1774 | 103                 | -                   |
| 1776 | 186                 | -                   |
| 1873 | 3.591               | -                   |
| 1880 | 3.888               | 80.4%               |
| 1910 | 3.410               | 74%                 |
| 1914 | 5.060               | -                   |
| 1919 | 900                 | -                   |
| 1930 | 1.459               | -                   |
| 1941 | 654                 | -                   |
| 1945 | 5 familii           | -                   |

În 1880, din cei 4.836 locuitori ai Sadagurei, evreii reprezentau 80.3%, polonezii - circa 8%, apoi urmau și alte naționalități - germani, români etc.
În anul 1910, târgul Sadagura avea 4.600 de locuitori, dintre care 74% erau evrei, 16% ucraineni și 8% polonezi. În timpul Primului Război Mondial, satul Sadagura a fost ocupat de ruși în 1916. O mare parte a evreilor din Sadagura s-au stabilit după război în orașul Cernăuți.

### Sadagura în România Mare
După Unirea Bucovinei cu România la 28 noiembrie 1918, comuna urbană Sadagura a făcut parte din componența României, ca localitate de reședință a Plasei Prutului din județul Cernăuți. Pe atunci, majoritatea populației era formată din ucraineni, existând și comunități de evrei, polonezi și români. În anul 1930, orașul avea 9.005 locuitori, din care 4.269 bărbați și 4.736 femei, fiind a doua localitate din județ ca număr de locuitori după orașul reședință de județ Cernăuți.
În perioada interbelică a funcționat aici o pretură, o judecătorie, o percepție fiscală, un serviciu sanitar, un oficiu P.T.T., un oficiu telefonic și o haltă CFR pe linia Vasile Lupu – Cernăuți. Orașul era industrializat, aici existând două mori, o fabrică de unt și de brânzeturi, o fabrică și rafinărie de spirt și lichior, o rafinărie de petrol, precum și o agenție a Băncii evreiești de credit și economie. Fiind un centru important pe plan local, ființa aici o școală primară, un cinematograf și un dispensar medical. Existau patru lăcașe de cult (o biserică ortodoxă, una greco–catolică, una romano-catolică și o sinagogă) .
Ca urmare a Pactului Ribbentrop-Molotov (1939), Bucovina de Nord a fost anexată de către URSS la 28 iunie 1940. În primăvara anului 1941, rușii au deportat numeroși evrei în Siberia. Eliberarea Bucovinei de Nord și a Basarabiei de către armatele româno-germane în vara anului 1941, a adus cu ea sfârșitul comunității evreilor din Sadagura. La 7 iulie 1941, 73 de evrei au fost executați în pădurea din jurul localității, restul populației evreiești fiind deportat în august 1941 în condiții inumane în Transnistria.
Puținii supraviețuitori evrei au revenit la Cernăuți, de unde au emigrat în străinătate. Cinci familii de evrei au mai locuit o vreme la Sadagura, sub administrația sovietică.
În anul 1944, Bucovina de Nord a fost reocupată de către URSS și integrată în componența RSS Ucrainene.

### Recensământul din 1930
Componența etnică a orașului Sadagura (județul Cernăuți)
     Români (3,94%)
     Germani (1,07%)
     Evrei (16,26%)
     Ruteni (63,13%)
     Polonezi (14,86%)
     Altă etnie (0,74%)
Componența confesională a orașului Sadagura
     Ortodocși (61,78%)
     Romano-catolici (16,58%)
     Mozaici (16,59%)
     Greco-catolici (4,18%)
     Altă religie (0,87%)
Conform recensământului efectuat în 1930, populația orașului Sadagura (inclusiv a comunelor suburbane Jucica Nouă, Rohozna și Șerăuții de Jos) se ridica la 8.968 locuitori. Majoritatea locuitorilor erau ruteni (63,13%), cu o minoritate de români (3,94%), una de germani (1,07%), una de evrei (16,26%) și una de polonezi (14,86%). Alte persoane s-au declarat: ruși (23 de persoane), bulgari (5 persoane), greci (1 persoană), sârbi/croați/sloveni (1 persoană) și cehi/slovaci (10 persoane). Din punct de vedere confesional, majoritatea locuitorilor erau ortodocși (61,78%), dar existau și mozaici (16,59%), romano-catolici (16,58%) și greco-catolici (4,18%). Alte persoane au declarat: evanghelici/luterani (12 persoane), armeano-catolici (2 persoane), adventiști (39 de persoane) și unitarieni (1 persoană), iar 23 de persoane nu au declarat religia.

### Desființarea localității
În anul 1959, populația orașului era de 12.400 locuitori. La 4 ianuarie 1965 a fost înființat Raionul Sadagura, care a fost inclus în componența RSS Ucrainene. Nou-înființatul raion a devenit unul dintre raioanele componente ale orașului Cernăuți, încorporând orașul Sadagura și satele Lențești, Rohozna, Jucica Veche, Jucica Nouă și Șerăuții de Jos.
Astăzi, Hasidismul de Sadagura este localizat mai ales în localitatea Bnei Brak din Israel.

## Populație
1880: 4.836 (recensământ)
1930: 8.968 (recensământ) 
1941: 5.000 (recensământ) 

## Personalități

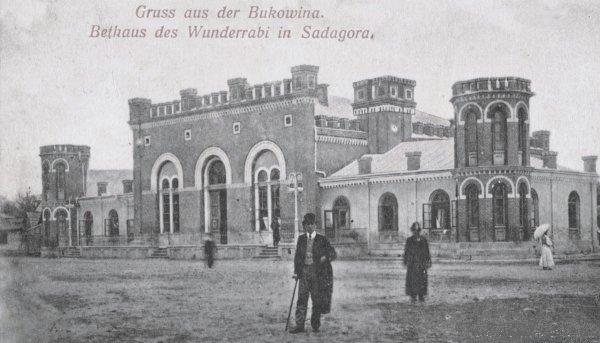
Sinagoga hasidică din Sadagura

- Rabinul Israel Friedman (1797-1850) - rabin hasidic
- Jossele Rosenblatt (1882-1933) - cantor
- Wojciech Rubinowicz (1889 - 1974), fizician polonez;
- Iorgu de la Sadagura, personaj principal al comediei omonime de Vasile Alecsandri